# Eduardo Iturralde González
Eduardo Iturralde González (Arrancudiaga, 20 de fevereiro de 1967) é um juiz de futebol espanhol criado en Llodio. Arbitra na primeira divisão da Espanha desde 1995 e é um árbitro da FIFA desde 1998.
Ficou famoso após fazer um carrinho acidental no jogador Canales, do Valencia.